# ボールズ・トゥ・ザ・ウォール
『ボールズ・トゥ・ザ・ウォール』（Balls to the Wall）は、ドイツのヘヴィメタル・バンド、アクセプトが1983年に発表した5作目のスタジオ・アルバム。

## 背景
本作を制作していた当時、ウド・ダークシュナイダーは一時的にバンドを脱退しており、ウルフ・ホフマンは2002年のインタビューにおいて「違う奴とやってみたけど、結局それはそれで間違っていて、適任の奴は見つからなかった」「誰を代役にしようとしたかは思い出せない。君が名前を知っているような奴じゃないな。俺が覚えている限りでは、ウドが最初に脱退したのは『ボールズ・トゥ・ザ・ウォール』をレコーディングしていた頃だった」と語っている。本作ではマネージャーのギャビー・ホークが「デフィ」という変名で全曲の歌詞を書き、以後の作品でもデフィが作詞を担当するようになった。
ハーマン・フランクは本作を最後に一度バンドを脱退するが、2005年の再々結成ツアーより復帰している。

## 反響
母国ドイツにおいて自身初のアルバム・チャート入りを果たし、最高59位を記録。スウェーデンでは前作『レストレス・アンド・ワイルド』（1982年）に引き続きアルバム・チャート入りして、1983年11月15日付のチャートにおいて初登場10位を記録。
また、アクセプトは本作でアメリカ進出も果たした。タイトル曲のミュージック・ビデオがMTVでヘヴィ・ローテーションとなって、本作はBillboard 200で最高74位を記録。更に1990年11月には、RIAAによってゴールドディスクに認定された。

## 評価
Eduardo Rivadaviaはオールミュージックにおいて5点満点中4.5点を付け、タイトル曲を「歌詞はヒステリックでナンセンスとはいえ、その後広く知られていく、モダンでゆっくりと行進するようなメタル・アンセムの典型を示した、拳を掲げずにいられない名曲」と評し、本作を「前作『レストレス・アンド・ワイルド』と同様、極めて重要なヘヴィメタル・アルバムであり、金銭的に余裕のあるファンは両方とも押さえるべき」と評している。また、VH1クラシックによる2012年の企画「America's Hard 100」（140万の投票に基づくハードロック／ヘヴィメタルの名曲のランキング）では、タイトル曲「ボールズ・トゥ・ザ・ウォール」が5位にランク・インした。

## 収録曲
全曲ともウド・ダークシュナイダー、ウルフ・ホフマン、ピーター・バルテス、ステファン・カウフマン、デフィの共作。
1. ボールズ・トゥ・ザ・ウォール "Balls to the Wall" – 5:43
2. ロンドン・レザーボーイズ "London Leatherboys" – 3:57
3. ファイト・イット・バック "Fight It Back" – 3:33
4. ヘッド・オーヴァー・ヒールズ "Head Over Heels" – 4:24
5. 略奪の報い "Losing More Than You've Ever Had" – 5:07
6. ラヴ・チャイルド "Love Child" – 3:34
7. ターン・ミー・オン "Turn Me On" – 5:11
8. ルーザーズ・アンド・ウィナーズ "Losers and Winners" – 4:19
9. 闇の支配者 "Guardian of the Night" – 4:24
10. ウィンタードリームス "Winterdreams" – 4:52

## カヴァー
- ボールズ・トゥ・ザ・ウォール
  - アモン・アマース - アルバム『Surtur Rising』（2011年）の限定ボックス・セットにボーナス・トラックとして収録[10]。
  - ブレットボーイズ（英語版） - カヴァー・アルバム『Rocked & Ripped』（2011年）に収録[11]。
  - プシファー（英語版） - EP「Donkey Punch the Night」（2013年）に収録[12]。
- ヘッド・オーヴァー・ヒールズ
  - ハンマーフォール - シングル「Renegade」（2000年）に、ウド・ダークシュナイダーとカイ・ハンセンをゲストに迎えたカヴァーを収録[13]。
- ターン・ミー・オン
  - タロット - アルバム『スティグマータ』（1995年）の2006年再発CDに収録[14]。

## 参加ミュージシャン
- ウド・ダークシュナイダー - ボーカル
- ウルフ・ホフマン - ギター
- ハーマン・フランク - ギター
- ピーター・バルテス - ベース
- ステファン・カウフマン - ドラムス